# Octophialucium huangweiae
Octophialucium huangweiae is een hydroïdpoliep uit de familie Malagazziidae. De poliep komt uit het geslacht Octophialucium. Octophialucium huangweiae werd in 2007 voor het eerst wetenschappelijk beschreven door Xu, Huang & Guo. 